# Yomi Bankole
Oluwayomi „Yomi” Bankole Wiekliffe (ur. 7 stycznia 1960 w Lagos, zm. 29 stycznia 2017 tamże) – nigeryjski tenisista stołowy, olimpijczyk.

## Życiorys
Yomi Bankole po raz pierwszy uczestniczył na letnich igrzyskach olimpijskich w 1988 w Seulu, w wieku 28 lat. Podczas tych igrzysk wziął udział w dwóch dyscyplinach tenisa stołowego: singla, gdzie zajął 41. miejsce oraz debla, gdzie zajął 29. miejsce.
4 lata później Yomi Bankole uczestniczył na Letnich Igrzyskach Olimpijskich 1992 w Barcelonie, gdzie ponownie wziął udział w dwóch dyscyplinach tenisa stołowego: singla, gdzie zajął 33. miejsce oraz debla, gdzie zajął 17. miejsce. Były to jego ostatnie igrzyska olimpijskie.